# Municipalità locale di uMshwathi
uMshwathi è una municipalità locale (in inglese uMshwathi Local Municipality) appartenente alla municipalità distrettuale di Umgungundlovu della provincia di KwaZulu-Natal in Sudafrica. 
In base al censimento del 2001 la sua popolazione è di 108.422 abitanti.
La sede amministrativa e legislativa è la città di Wartburg e il suo territorio si estende su una superficie di 1.817 km² ed è suddiviso in 11 circoscrizioni elettorali (wards). Il suo codice di distretto è KZN221.

## Geografia fisica

### Confini
La municipalità locale di uMshwathi confina a nord con quella di Umvoti (Umzinyathi), a est con quella di Ndwedwe (iLembe), a sud con quella di Mkhambathini e con il municipio metropolitano di Ethekwini e a ovest con quelle di Msunduzi, uMngeni e Mpofana.

### Città e comuni
- Albert Falls
- Bomvu
- Bruyns Hill
- Cool Air
- Dalton
- Fawnleas
- Gcumisa
- Glenside
- Harburg
- Mersey
- Mount Alida
- Mount Elias
- Mpolweni
- Mthuli
- Nadi
- Ndlovu
- New Hanover
- Ngubane
- Noodsberg
- Ntanzi
- Schroeders
- Thokozane
- Trust Feed
- Wartburg

### Fiumi
- Karkloof
- Nsuze
- Mdloti
- Mgeni
- Mqeku
- Mvoti

### Dighe
- Albert Falls Dam
- Cramond Satellite Dam
- Ekamanzi Dam
- Newington Dam